# Pseudoleskea dispersa
Pseudoleskea dispersa là một loài Rêu trong họ Leskeaceae. Loài này được Müll. Hal. mô tả khoa học đầu tiên năm 1897.